# 作業環境管理
作業環境管理（さぎょうかんきょうかんり）とは、産業医学領域のひとつで、労働者が事業所で働く際、事業所の労働環境を労働災害の無いように管理し、必要であれば改善勧告を行うこと。

## 概要
労働者を雇用し企業活動を行う事業所は、その事業内容により労働環境は異なる。労働者の身体に悪影響を与える労働環境ではないように、事業主は管理していかなくてはならない。その一環として労働安全衛生法（粉じん障害防止規則・有機溶剤中毒予防規則・特定化学物質障害予防規則・鉛中毒予防規則・石綿障害予防規則・電離放射線障害防止規則）に定められているように、騒音・放射性物質・化学物質（有機溶剤・特定化学物質・有害金属類）・粉じんなどの管理・リスク評価・リスク低減を行っていく、一環の作業を作業環境管理という。各物質には、管理濃度が定められている。
作業環境管理の基本は、作業環境測定を行い、その結果の評価に基づく改善措置をとることである。測定の結果、第2管理区分、第3管理区分となった作業場所においては、全ての労働者（派遣・パート社員等を含む）に作業環境測定の結果を確認できるようにしなければならない。
2012年10月1日に改正女性労働基準規則が施行され、本規則で対象とする物質の作業環境測定において第3管理区分となった場合、その作業場では女性の労働が禁止となる。

## 関連法規
- 労働安全衛生法
- 作業環境測定法

## 関連事項
- アクションチェックリスト
- 産業医
- 産業医科大学
- 労働衛生コンサルタント
- 作業環境測定士